# Campionati asiatici di badminton 2006
I Campionati asiatici di badminton 2006 si sono svolti a Johor Bahru, in Malaysia. È stata la 25ª edizione del torneo, organizzato dalla Badminton Asia.

## Podi
| Evento              | Oro                           | Argento                                 | Bronzo                            |
| Singolare maschile  | Lee Chong Wei                 | Boonsak Ponsana                         | Park Sung-hwan                    |
| Singolare maschile  | Lee Chong Wei                 | Boonsak Ponsana                         | Chen Yu                           |
| Singolare femminile | Wang Chen                     | Kaori Mori                              | Jiang Yanjiao                     |
| Singolare femminile | Wang Chen                     | Kaori Mori                              | Chen Li                           |
| Doppio maschile     | Choong Tan Fook Lee Wan Wah   | Hoon Thien How Tan Boon Heong           | Luluk Hadiyanto Alvent Yulianto   |
| Doppio maschile     | Choong Tan Fook Lee Wan Wah   | Hoon Thien How Tan Boon Heong           | Hwang Ji-man Jung Tae-keuk        |
| Doppio femminile    | Du Jing Yu Yang               | Cheng Wen-Hsing Chien Yu-chin           | Pan Pan Tian Qing                 |
| Doppio femminile    | Du Jing Yu Yang               | Cheng Wen-Hsing Chien Yu-chin           | Lim Pek Siah Joanne Quay          |
| Doppio misto        | Nova Widianto Liliyana Natsir | Sudket Prapakamol Saralee Thungthongkam | Zhang Wei Yu Yang                 |
| Doppio misto        | Nova Widianto Liliyana Natsir | Sudket Prapakamol Saralee Thungthongkam | Hendri Kurniawan Saputra Li Yujia |